# Juan Carlos Rodríguez
Juan Carlos Rodríguez Moreno (ur. 19 stycznia 1965 w Puente Castro) – hiszpański piłkarz grający na pozycji lewego obrońcy. W swojej karierze 1 raz wystąpił w reprezentacji Hiszpanii.

## Kariera klubowa
Karierę piłkarską Juan Carlos rozpoczął w Realu Valladolid. W 1984 roku stał się członkiem pierwszego zespołu, a 8 września tamtego roku zadebiutował w Primera División w wygranym 1:0 domowym spotkaniu z Racingiem Santander. W debiutanckim sezonie wywalczył z Valladolidem trofeum Copa de la Liga. Od 1985 do 1987 roku grał w podstawowym składzie Realu.
Latem 1987 Juan Carlos przeszedł z Realu Valladolid do Atlético Madryt. W nim po raz pierwszy wystąpił 26 września 1987 w zwycięskim 1:0 domowym meczu z Realem Betis. W Atlético grał w podstawowym składzie, jednak na początku 1988 roku doznał kontuzji i do końca sezonu 1987/1988 nie wystąpił w żadnym spotkaniu. W zespole Atlético występował przez 4 sezony, a w ostatnim z nich, 1990/1991, sięgnął po Puchar Króla.
W 1991 roku Juan Carlos został zawodnikiem FC Barcelona, prowadzonej przez Johana Cruyffa. W Barcelonie swój debiut zanotował 13 września 1991 w meczu z Realem Saragossa (3:1). Swój pobyt w Barcelonie rozpoczął od zdobycia Superpucharu Hiszpanii, a następnie w sezonie 1991/1992 wywalczył mistrzostwo kraju oraz zdobył Puchar Mistrzów, pierwszy w historii klubu. Z Barceloną sięgnął też po Superpuchar Europy w 1992 roku oraz po kolejne dwa mistrzostwa kraju – w 1993 i 1994 roku.
Latem 1994 Juan Carlos odszedł do Valencii, w której zadebiutował 3 września 1994 w meczu z Atlético Madryt (4:2). W Valencii grał przez sezon, a w 1995 roku wrócił do Realu Valladolid. Grał w nim do zakończenia swojej kariery, czyli do 1999 roku.
| Sezon   | Klub            | Kraj      | Rozgrywki        | Mecze | Bramki |
| ------- | --------------- | --------- | ---------------- | ----- | ------ |
| 1984/85 | Real Valladolid | Hiszpania | Primera División | 1     | 0      |
| 1985/86 | Real Valladolid | Hiszpania | Primera División | 33    | 0      |
| 1986/87 | Real Valladolid | Hiszpania | Primera División | 43    | 2      |
| 1987/88 | Atlético Madryt | Hiszpania | Primera División | 12    | 0      |
| 1988/89 | Atlético Madryt | Hiszpania | Primera División | 27    | 0      |
| 1989/90 | Atlético Madryt | Hiszpania | Primera División | 13    | 0      |
| 1990/91 | Atlético Madryt | Hiszpania | Primera División | 24    | 0      |
| 1991/92 | FC Barcelona    | Hiszpania | Primera División | 22    | 0      |
| 1992/93 | FC Barcelona    | Hiszpania | Primera División | 24    | 0      |
| 1993/94 | FC Barcelona    | Hiszpania | Primera División | 9     | 0      |
| 1994/95 | Valencia CF     | Hiszpania | Primera División | 14    | 0      |
| 1995/96 | Real Valladolid | Hiszpania | Primera División | 28    | 0      |
| 1996/97 | Real Valladolid | Hiszpania | Primera División | 27    | 0      |
| 1997/98 | Real Valladolid | Hiszpania | Primera División | 20    | 0      |
| 1998/99 | Real Valladolid | Hiszpania | Primera División | 0     | 0      |

## Kariera reprezentacyjna
Swoje jedyne spotkanie w reprezentacji Hiszpanii Juan Carlos rozegrał 17 kwietnia 1991 roku. Hiszpania przegrała wówczas 0:2 w towarzyskim spotkaniu z Rumunią.

## Sukcesy
- Copa de la Liga (1)

Real Valladolid: 1984
- Puchar Króla (1)

Atlético Madryt: 1991
- Superpuchar Hiszpanii (2)

FC Barcelona: 1991, 1992
- Mistrzostwo Hiszpanii (3)

FC Barcelona: 1991/1992, 1992/1993, 1993/1994
- Liga Mistrzów (1)

FC Barcelona: 1991/1992
- Superpuchar Europy (1)

FC Barcelona: 1992